# 中谷巌
中谷 巌（なかたに いわお、1942年1月22日 - ）は、日本の経済学者（マクロ経済学）。多摩大学名誉学長、一橋大学名誉教授。元三菱UFJリサーチ&コンサルティング理事長。

## 経歴
太字は現職。
- 大阪府出身。大阪府立住吉高等学校卒業[1]。
- 1965年 一橋大学経済学部卒業[2]、日産自動車に入社[3]
- 1969年 会社を休職、ハーバード大学大学院に留学
- 1971年 日産自動車を退職、ハーバード大学経済学部助手
- 1973年-1974年 ハーバード大学経済学博士号授与[4]、ハーバード大学経済学部講師
- 1974年-1984年 大阪大学経済学部助教授[5]
- 1984年-1991年 大阪大学経済学部教授
- 1988年 論文「責任国家・日本への選択」で石橋湛山賞
- 1991年10月-1999年6月 一橋大学商学部教授[6]
- 1993年 細川内閣「経済改革研究会」（平岩研究会）委員
- 1998年 小渕内閣「経済戦略会議」議長代理
- 1999年6月-2005年6月 ソニー取締役（2003年6月～2005年6月は取締役会議長）
- 1999年9月 多摩大学経営情報学部教授[7]
- 2000年4月-2020年3月 三和総合研究所（現・三菱UFJリサーチ&コンサルティング）理事長
- 2000年6月 スカパーJSAT取締役
- 2000年10月 アスクル取締役
- 2001年9月-2008年3月 多摩大学学長
- 2003年3月- WDI社外取締役
- 2004年 オーストラリア国立大学名誉法学博士授与
- 2005年 一橋大学名誉教授
- 2005年6月 富士火災海上保険取締役
- 2007年- スカパーJSATホールディングス取締役
- 2008年- 多摩大学名誉学長
- 2010年2月- 一般社団法人不識庵理事長

## 人物
小渕内閣の首相諮問機関「経済戦略会議」に竹中平蔵らとともに参加し、議長代理を務める（議長：アサヒビール・樋口廣太郎）など政府の委員を多く務め、1990年代には、構造改革推進の立場から政策決定に大きな影響力を持った。その後、2008年に著書『資本主義はなぜ自壊したのか』で新自由主義、市場原理主義、グローバル資本主義との決別を表明し、その立場を一転させた。週刊ダイヤモンド2009年12月19日号の「経済学者・経営学者・エコノミスト142人が選んだ2009年の『ベスト経済書』」で中谷の『資本主義はなぜ自壊したのか〜「日本」再生への提言』は5位に選ばれた。
社外取締役制の推進者として知られる。幾つかの企業の社外取締役の経験があるが、これらについて中谷は「取締役会に出るのが楽しみ」だと自身の著書で述べている。また、NPO全国社外取締役ネットワークの代表幹事として、社外取締役制の普及や支援にも取り組んでいる。
マクロ経済学の教科書として日本の大学で広く使われている『入門マクロ経済学』の著者として知られる。また、ワールドビジネスサテライトでは長くコメンテーターを務めた。

### 新自由主義からの転向
著書『資本主義はなぜ自壊したのか〜「日本」再生への提言』（集英社、2008年、まえがきや）、論文「小泉改革の大罪と日本の不幸　格差社会、無差別殺人─すべての元凶は『市場原理』だ」（『週刊現代」12月27日・01月03日号、2008年12月15日発売）の中で、過去に自分が行っていた言動（アメリカ流の新自由主義、市場原理主義、グローバル資本主義に対する礼賛言動、構造改革推進発言など）を自己批判し、180度転向したことを宣言した上で、小泉純一郎・竹中平蔵・奥田碩の三人組が実行した聖域なき構造改革を批判し、ベーシック・インカムの導入等の提言を行っている。労働市場についてはデンマーク・モデルを理想としている。
中谷は「新自由主義による自由取引市場の形成は、人類の滅亡を早める」と主張しており、グローバル資本主義に無制限の自由を与えるのではなく、一定の規律を設け制御する必要性を説き、統制機関として世界中央銀行・世界中央政府の設置を主張している。市場原理主義に対する否定的解釈である、カール・ポランニーを引用した上で市場には一定の規制を設けるべきだと述べた。
こうした転向について、伊東光晴（京都大名誉教授）は、都留重人の言葉を引きながら基本的には支持を示しつつ、同時にアダム・スミスについての理解など、叙述においてやや正確さを欠いていると指摘しているほか、竹中と中谷の同質性についても示唆している。また「しんぶん赤旗」は、「小泉改革、そしてこれを持て囃した大手マスコミの姿勢が誤りだった事を示す一つの象徴」だと評している。

## 主な著書

### 単著
- 『入門マクロ経済学』（日本評論社、1981 ISBN 4535552010）
- 転換する日本企業 講談社現代新書、1987
- ボーダーレス・エコノミー 鎖国国家日本への警鐘 日本経済新聞社 1987.10
- ジャパン・プロブレムの原点 講談社現代新書、1990
- ＜論壇から見た＞激動の時代、日本の選択 PHP研究所 1991.5
- 日本企業復活の条件 東洋経済新報社 1993.11
- 日本経済の歴史的転換 東洋経済新報社 1996.4
- 日本経済「混沌」からの出発 日本経済新聞社 1998.6
- 『痛快！経済学 グローバル・スタンダード』（集英社、1999）のち文庫
- eエコノミーの衝撃 東洋経済新報社 2000.5
- にっぽんリセット 集英社 2001.3
- 次世代リーダー学 小学館文庫 2003.1
- 中谷巌の「プロになるならこれをやれ！」日本経済新聞社 2003.10 のち文庫
- 痛快！経済学 2 集英社 2004.11
- 『プロになるための経済学的思考法』日本経済新聞社、2005 ISBN 4532351480）
- 愚直に実行せよ！ 人と組織を動かすリーダー論 PHPビジネス新書 2006.5
- 『資本主義はなぜ自壊したのか〜「日本」再生への提言』（集英社、2008年、ISBN 978-4797671841）

### 共著
- 経済改革のビジョン 「平岩レポート」を超えて 大田弘子 東洋経済新報社 1994.3
- ITパワー 日本経済・主役の交代 竹中平蔵 PHP研究所 2000.3
- 若きサムライたちへ 自分を生きる10のメッセージ 田坂広志 PHP研究所 2001.11